# Eörsi László
Eörsi László (Budapest, 1955. január 25. –) magyar történész, fő kutatási területe az 1956-os forradalom.

## Élete és munkássága
Apja Eörsi István író, 1956-os forradalmár, anyja Pártos Vera gimnáziumi tanár, testvére Eörsi János újságíró, szerkesztő. Unokatestvére Eörsi Anna művészettörténész, valamint Eörsi Mátyás, az SZDSZ volt országgyűlési képviselője.
Székesfehérváron érettségizett mezőgazdasági szakközépiskolában. A rendszerváltásig főleg fizikai munkát végzett, elsősorban az építőiparban. 1986–91 között a Bokréta utcai speciális nevelőotthonban volt pedagógus. Első írása 1988. november 4-én jelent meg az Élet és Irodalomban a Kossuth téri sortűzről. 1991-ben fejezte be főiskolai tanulmányait a szombathelyi tanárképző főiskolán. 
Diplomájának megszerzése után, 1991-ben kezdett dolgozni az éppen megalakuló 1956-os Intézetben. A tanulmányok készítése mellett lektorálta a Budapest Főváros Levéltárának 1956-os pereiről szóló, 2006-os CD-ROM-ját; a 2010-ben bemutatott Kolorádó Kid játékfilm (rendező: Vágvölgyi B. András) ötlete tőle származott. Ennek, valamint több 1956-os témájú dokumentumfilmnek volt történész-szakértője.
2011. december 27-én a második Orbán-kormány határozatot hozott az 1956-os Intézet Közalapítvány jogutód nélküli megszüntetéséről. 2012. január 1-től az Intézet az Országos Széchényi Könyvtár egyik osztályaként működött, munkatársainak egy része, így Eörsi László is, a könyvtár alkalmazottja lett. 2019 nyarán az intézetet beolvasztották a VERITAS Történetkutató Intézetbe és ezzel végképp felszámolták azt; a kutatói szétszéledtek, Eörsi László nyugdíjba vonult. Jelenleg az 1956-os Intézet Alapítvány és a Wesley János Egyház- és Vallásszociológiai Kutatóközpont kutatója.
Fő kutatási területe az 1956-os forradalom budapesti eseménytörténete. Kéttucatnyi önálló kötete mellett többszáz cikket, tanulmányt tett közzé lapokban, folyóiratokban. Egyik kötete a kaposvári Csiky Gergely színházról szól. 

## Kötetei
- Tűzoltó utcai fegyveres csoport a forradalomban. Századvég Kiadó –1956-os Intézet, 1993. 100 o.
- 1956 Kézikönyve. I. Kronológia (A budapesti felkelés története) 1956-os Intézet, Budapest, 1996
- 1956 Kézikönyve, III. Megtorlás és emlékezés (Angyal István, Onestyák László, Renner Péter, Sörös Imre, Szirmai Ottó, Zódor János, Zsigmond László életrajzai). Bp. 1956-os Intézet, 1996. (A címnegyedből kifelejtődtek a munkatársak.)
- Ferencváros 1956. Budapest, 1956-os Intézet, 1997. 344 o.
- Az 1956-os forradalom a XIII. kerületben. XIII. kerületi Helytörténeti füzetek 2., 1997.
- Corvinisták 1956 (A VIII. kerület fegyveres csoportjai). 1956-os Intézet, 2001. 648 o.
- Mítoszok helyett – 1956 (Budapest ostroma 1956; Dudás József a forradalomban; Tóth Ilona; Mansfeld Péter; A bécsi „Magyar Forradalmi Tanács”; A „Bástya” csoport). Noran Könyvkiadó, 2003. 387 o.
- Széna tériek 1956 Budapest, 1956-os Intézet–Állambiztonsági Szolgálatok Történeti Levéltára, 2004. 369 o.
- „Ellenfehérkönyv”. Szerzői kiadás, 2006. 44 o.
- 1956 Mártírjai (Szentpétery Tibor fotóival). Rubicon Ház Bt., 2006. 212 o.
- Pesti srácok (Portrék 1956-ból). Beszélő (Stencil Kulturális Alapítvány), 2006. 288 o.
- Budapesti felkelő csoportok. Az 1956-os magyar forradalom 50. évfordulójára készült internetes tartalomfejlesztések I. Főszerkesztő: Topits Judit, szerkesztő: Eörsi László. Budapest, 1956-os Intézet, 2006
- Köztársaság tér 1956. 1956-os Intézet, 2006. 224 o.
- 1956 Ferencvárosban (társszerzőként). Ferencvárosi Helytörténeti Egyesület, 2006. 13–96 pp.
- Angyalföld 1956 (Juhász Katalinnal és Szabó Ivettel). Angyalföldi Helytörténeti Gyűjtemény – 1956-os Intézet, 2006. 38-49 o.
- The Hungarian revolution of 1956 – Myths and Realities. Ford. Mario D. Fenyő. Distributed by Columbia University Press, New York, 2006. 208 pp.
- „Jogot akartam mindenkinek”. Iván Kovács László Emlékkönyv (Filep Tiborral). Gold Book, 2007. 180 o.
- Angyal István (1928–1958) /Benne: Angyal István önvallomásai/. Noran, Bp. 2008. 350 o.
- A „Baross Köztársaság” 1956 (A VII. kerület felkelőcsoportjai). L'Harmattan Kiadó – 1956-os Intézet – Állambiztonsági Szolgálatok Történeti Levéltára, 2011. 512 o.
- „Megbombáztuk Kaposvárt” (A kaposvári Csiky Gergely Színház és a kultúrpolitika). Napvilág – 1956-os Intézet Alapítvány, 2013. 224 o.
- Soroksár 1956. Bp., Táncsics Mihály Művelődési Ház, 2014. 304 o.
- A pesterzsébeti fegyveres ellenállás, 1956. 1956-os Intézet Alapítvány – Állambiztonsági Szolgálatok Történeti Levéltára, 2015. 232 o.
- Kérdések és válaszok 1956-ról (Feitl Istvánnal, Ripp Zoltánnal és Standeisky Évával). Napvilág Kiadó, 2015.
- Kőbánya 1956 (Fegyveres ellenállás a X. kerületben). Kőbányai Önkormányzat támogatásával az 1956-os Intézet Alapítvány, 2016. 92 o.
- A csepeli fegyveres ellenállás, 1956. Kronosz – Állambiztonsági Szolgálatok Történeti Levéltára – 1956-os Intézet Alapítvány, 2016. 226 o.
- Zugló 1956 (Fegyveres ellenállás a XIV. kerületben). Zuglói Önkormányzat, 2016. 138 o.
- „Rendkívüli idők, rendkívüli cselekmények” (Tóth Ilona és Mansfeld Péter története és mítosza). Szerzői kiadás, 2016. 204 o.
- Pesti srácok az Erzsébetvárosban. 7. Kerület Barátai Egyesület, 2016. 40 o.
- A „Budai srácok” 1956. OSZK, 2018. 300 o.
- Pesti lányok, 1956. Noran Libro Kiadó, 2019. 212 o.
- A külpesti srácok 1956. Wesley János Lelkészképző Főiskola, 2020. 434 o.
- "Irgalomnak helye nincs” (Az 1956-os forradalom és szabadságharc kivégzettjei). Kossuth, 2021. 608 o.
- „A kommunizmus hosszú éjszakája egyszer véget érhet” In: Címlapon Magyarország (Hazánk története a nyugati sajtó tükrében 1848 – 2020. Szalay-Berzeviczy Andrással, Hermann Róberttel, ifj. Bertényi Ivánnal, Romsics Ignáccal, Valuch Tiborral és Tölgyessy Péterrel.) TranzPress, 2021. 145–178 pp.
- Igaztalanul az igazak között (Harangi Zoltán árulásai). Gabbiano – Print Kft. Kiadó, 2022. 112 o.
- Eörsi László 70 (Válogatott írások). Szerk.: B. Kádár Zsuzsanna. Wesley János Lelkészképző Főiskola, 2025. 574 o.
- Király Béla (1912–2009). Joshua Kiadó, 2025. 460 o.

### Főbb tanulmányai
- A „véres csütörtök”. Századvég, 1990/1 241–251.
- A (II. kerületi) Nemzeti Forradalmi Bizottmány. 1956-os Intézet évkönyve, XI. Szerk. Rainer M. János, Standeisky Éva. 1956-os Intézet, 2003. 208–222.
- Dokumentumfilmek ’56. Metropolis, 2004/2 40–49.
- Halda Alíz (1928-2008) Az 1956-os Intézet honlapja, 2005.
- 1956 hordaléka. Beszélő, 2007/12. 66–70.
- „Saints of the Streets” The Participants is 1956. (Vajda Zsuzsannával) In: Resistance, Rebellion and Revolution in Hungary and Central Europe: Commemorating 1956. Hungarian Cultural Centre London, UCL, 2008. 227–237.
- Az ’58-as DVD-ROM. http://revizoronline.com/article.php?id=971, 2008. XI. 10.
- A budapesti egyetemek nemzetőrsége. In: Nagy Imre és kora V. kötet. (Nagy Imre Alapítvány – Gondolat Kiadó, 2009.) 243–272.
- Cigányok az 1956-os forradalomban. In: Cigányság-identitás-kultúra-történelem. Szerk. Daróczi Ágnes. Magyar Művelődési Intézet és Képzőművészeti Lektorátus, 2011. 243–256.
- Az „örök vamzer” (Harangi Zoltán) Beszélő, 2012/1–3. 51–57.
- Eörsi István, 1956–57. Élet és Irodalom Online, Beszélő, 2013. XI. 18.
- 1956 képe az 1990 utáni jobboldali-konzervatív narratívakban. In: Búvópatakok – Széttekintés. Évkönyv XIX. Szerk. Rainer M. János. OSZK – 1956-os Intézet Alapítvány, 2013. 200–248.
- A legfőbb pesti srácok. (Szegő Iván Miklóssal) In: Évkönyv XIX. Szerk. Rainer M. János. OSZK – 1956-os Intézet Alapítvány, 2015. 221–247.
- Abszurdisztán, határon kívül-belül (Harangi Zoltán a Világ Igazai között). http://beszelo.c3.hu/onlinecikk/abszurdisztan-hataron-kivul-belul. 2016. II. 26.
- Obersovszky Gyula. OSZK-honlap 2016. III. 2.
- A Budavár 1956-os ostroma. Tűzvész az Országos Levéltárban. Levéltári Közlemények, 2016. 157-168.
- Párhuzamos életrajzok. Dózsa László és Pruck Pál. In: Újratervezések. 1956-os Intézet évkönyve, XXIII. Szerk. Keller Márkus-Tabajdi Gábor. OSZK – 1956-os Intézet Alapítvány, 2018. 258–282.
- „További eljárás nem szükséges” (A XIII. kerületi rendőrkapitány pere). Múltunk, 2019/4. 240–263.
- A Sziklai-legenda (Budakeszi, 1956). Betekintő 2021/4. 9–31.
- Király Béla az 1956-os forradalomban. In „Fejtágító” (Ünnepi tanulmányok Pásztor Péter 80. születésnapjára). Szerk. Seres Attila. PTE BTK TTI MOSZT Kutatócsoport Pécs, 2022. 402–414.
- A Széna tér 1956-ban. In Széna tér (Fejezetek egy megkerülhetetlen tér történetéből) Budapest Főváros II. Kerületi Önkormányzat, 2022. 156–167.
- A vöröskeresztes besúgó. (In Út/elágazások/. Magyarország 1944–1945. Szerk. Virányi Péter.) MTA II. világháború története Albizottság, 2022. 209–230.
- Ismét a Sziklai–mítosz. Rendszerváltó szemle, 2023/3. 79–84.
- Király Béla a második világháborúban. (In Elit és konfliktus – Magyarország a jelenkorban. Szerk. Rainer M. János) 1956-os Intézet Évkönyv XXVIII. 2023. 187–232.
- „Amin én keresztül mentem, egy írónak egész életére ihletet adna” (Gömbös Sarolta a 20. század viharaiban). Betekintő, 2025/1. 27–50.
- „Élményeimet átszínezte az idő” (Eörsi István: Emlékezés a régi szép időkre). In: Egy nagy hiányterület (Eörsi István (1931-2005. Szerk. Halasi Zoltán). Kalligram, 2025. 77-81.

### Szerkesztés
- B. Kádár Zsuzsanna: Kéthly Anna. Gondolat Kiadó, 2023

### Az interneten elérhető munkáiból
- A konzervatív, jobboldali emlékezet 1956-ról
- Szilágyi József küzdelme
- 1956 a XIII. kerületben
- Egy forradalmár Soroksárról
- Corvinisták 1956
- Széna tériek 1956
- Köztársaság tér 1956 – könyv
- A „Baross Köztársaság”
- Példaképből börtönőr – Nagy Imre változó megítélése
- Köztársaság tér 1956 – tanulmány
- Tóth Ilona
- Mansfeld Péter